# تربورخ
تربورخ (به هلندی: Terborg) یک منطقهٔ مسکونی در هلند است که در آده ایسل‌استریک واقع شده‌است. تربورخ ۴٬۶۰۰ نفر جمعیت دارد.